# NGC 5269
NGC 5269 (również ESO 97-SC4) – gromada otwarta znajdująca się w gwiazdozbiorze Centaura. Odkrył ją John Herschel 24 kwietnia 1835 roku. Jest położona w odległości ok. 4,6 tys. lat świetlnych od Słońca.